# Micrathyria athenais
Micrathyria athenais är en trollsländeart som beskrevs av Philip Powell Calvert 1909. Micrathyria athenais ingår i släktet Micrathyria och familjen segeltrollsländor. Inga underarter finns listade i Catalogue of Life.